# Helly Luv
Helan Abdulla (Urmia, Iran, 16 de novembre de 1988), més coneguda pel nom artístic Helly Luv, és una cantant, ballarina, coreògrafa, actriu i model kurda. La seua carrera va començar pujant vídeos de covers en xarxes socials com MySpace i YouTube. Helly Luv ha protagonitzat pel·lícules, vídeos musicals i ha publicat el seu propi material. Va guanyant popularitat des de 2013 amb el seu senzill «Risk it All», signant un contracte professional amb G2 Music Group un any després. En 2014, va aparèixer en la seua primera pel·lícula, Mardan.
Helly Luv va nàixer en Urmia el 1988, a una família d'origen kurd durant la Guerra de Golf Pèrsic. Helly i la seua família van fugir a Turquia per seguretat, fet que deixà a l'entitat familiar en una situació econòmica molt precària fins que els van acceptar una sol·licitud per a esdevindre ciutadans de Finlàndia, sent la família de Helly Luv una de les primeres famílies kurdes en emigrar al país bàltic.